# Neuseeländischer Seelöwe
Der Neuseeländische Seelöwe (Phocarctos hookeri) ist eine große Ohrenrobbe, die in der subpolaren Zone beheimatet ist.

## Merkmale
Die Bullen sind schwarzbraun gefärbt und erreichen Größen von 2,45 Metern; durch eine Schultermähne wirken sie massig. Die Kühe sind zierlicher: sie sind hellbraun und höchstens 2 Meter lang.

## Verbreitung

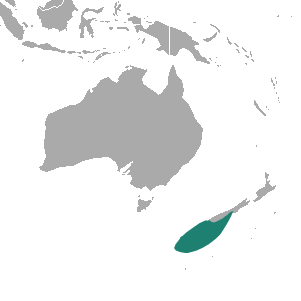
Verbreitungskarte des Neuseeländischen Seelöwen

Die Kolonien finden sich im Süden von Neuseeland auf den subantarktischen Inseln: den Aucklandinseln, den Snaresinseln und der Campbell-Insel. Dabei finden sich 95 Prozent der weltweiten Bestände in drei Kolonien auf den Auckland Islands. An den Küsten der neuseeländischen Südinsel sind Kolonien dagegen extrem selten. Vor allem außerhalb der Fortpflanzungszeit kommen diese Seelöwen an die Küsten der neuseeländischen Südinsel, selten auch der Nordinsel.

## Lebensweise
An den Küsten versucht jedes Männchen, ein Territorium gegen seine Geschlechtsgenossen zu verteidigen. Dabei kommt es zu heftigen Kämpfen, bei denen nur die stärksten Bullen bestehen können; etwa 80 % aller Männchen werden hierbei zur Aufgabe oder an einen aussichtslosen Platz am Rande der Kolonie gedrängt. Die Weibchen, die in der Umgebung eines Bullen an Land gehen, bilden dessen Harem, mit dem er sich paaren kann.
Jungtiere werden von den Weibchen ins Landesinnere in die Vegetationszone gebracht; auf den Inseln ist dies wegen des Fehlens von Raubtieren für die Jungen ungefährlich.

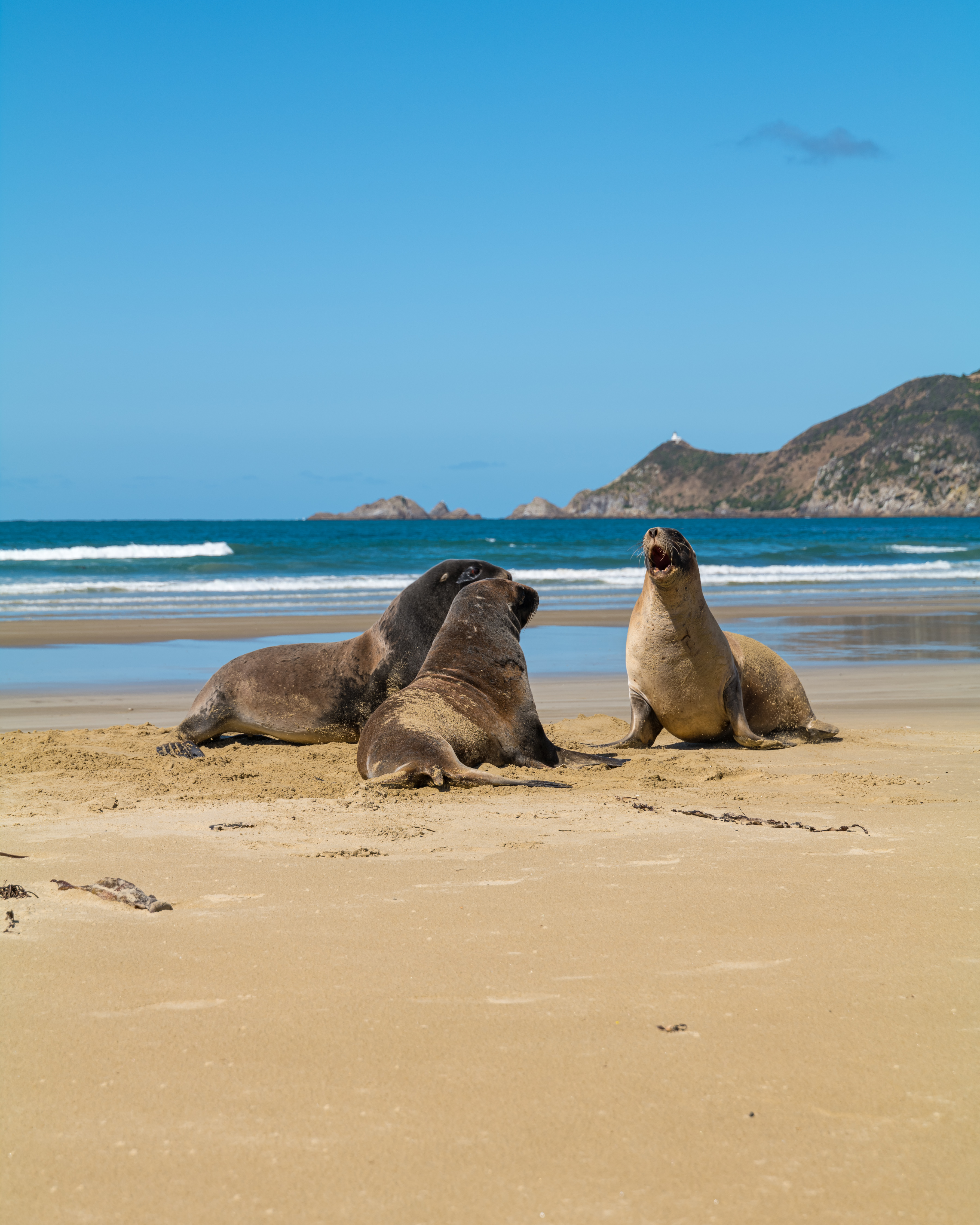
Neuseeländische Seelöwen (am Strand bei Kaka Point / Neuseeland)

## Bedrohung und Schutz
Es gibt etwa 10.000 bis 15.000 Individuen dieser Art. Der ursprüngliche Status ist unbekannt, wahrscheinlich aber war der Neuseeländische Seelöwe einmal viel häufiger und hatte auch auf dem neuseeländischen Festland Kolonien. Im 19. Jahrhundert wurden viele Seelöwen durch Robbenjäger getötet. So wurden die Seelöwen der Auckland Islands nach der Entdeckung der Inseln 1806 in nur zwanzig Jahren restlos vernichtet. Heute sind die Auckland Islands ein menschenleeres Robbenschutzgebiet, in dem sich die Bestände weitgehend erholen konnten.